# Marie de Bade (1865-1939)
Marie de Bade (26 juillet 1865 - 29 novembre 1939) est l'épouse de Frédéric II d'Anhalt et la dernière duchesse d'Anhalt.

## Biographie
La princesse Sophie Marie Luise Amélie Joséphine de Bade est née le 26 juillet 1865. Elle est la fille du prince Guillaume de Bade et de la princesse Marie Maximilianovna de Leuchtenberg. Ses grands-parents paternels sont le grand-duc Léopold Ier de Bade et la princesse Sophie de Suède, et ses grands-parents maternels sont Maximilian de Leuchtenberg et la grande-duchesse Maria Nikolaïevna de Russie. Marie est la sœur aînée du prince Maximilien de Bade, chancelier de l'Empire allemand.
Le 2 juillet 1889 à Karlsruhe, elle épouse le prince héréditaire Frédéric d'Anhalt. Le mariage reste sans enfant . En 1904, son mari devient duc d'Anhalt. Il meurt en 1918. Marie de Bade meurt en 1939 à Baden-Baden .